# Naotake Hanyu
Naotake Hanyu (n. 22 decembrie 1979) este un fotbalist japonez.

## Statistici
| Japonia | Japonia | Japonia |
| An      | Meciuri | Goluri  |
| ------- | ------- | ------- |
| 2006    | 5       | 0       |
| 2007    | 7       | 0       |
| 2008    | 5       | 0       |
| Total   | 17      | 0       |